# Prontuario

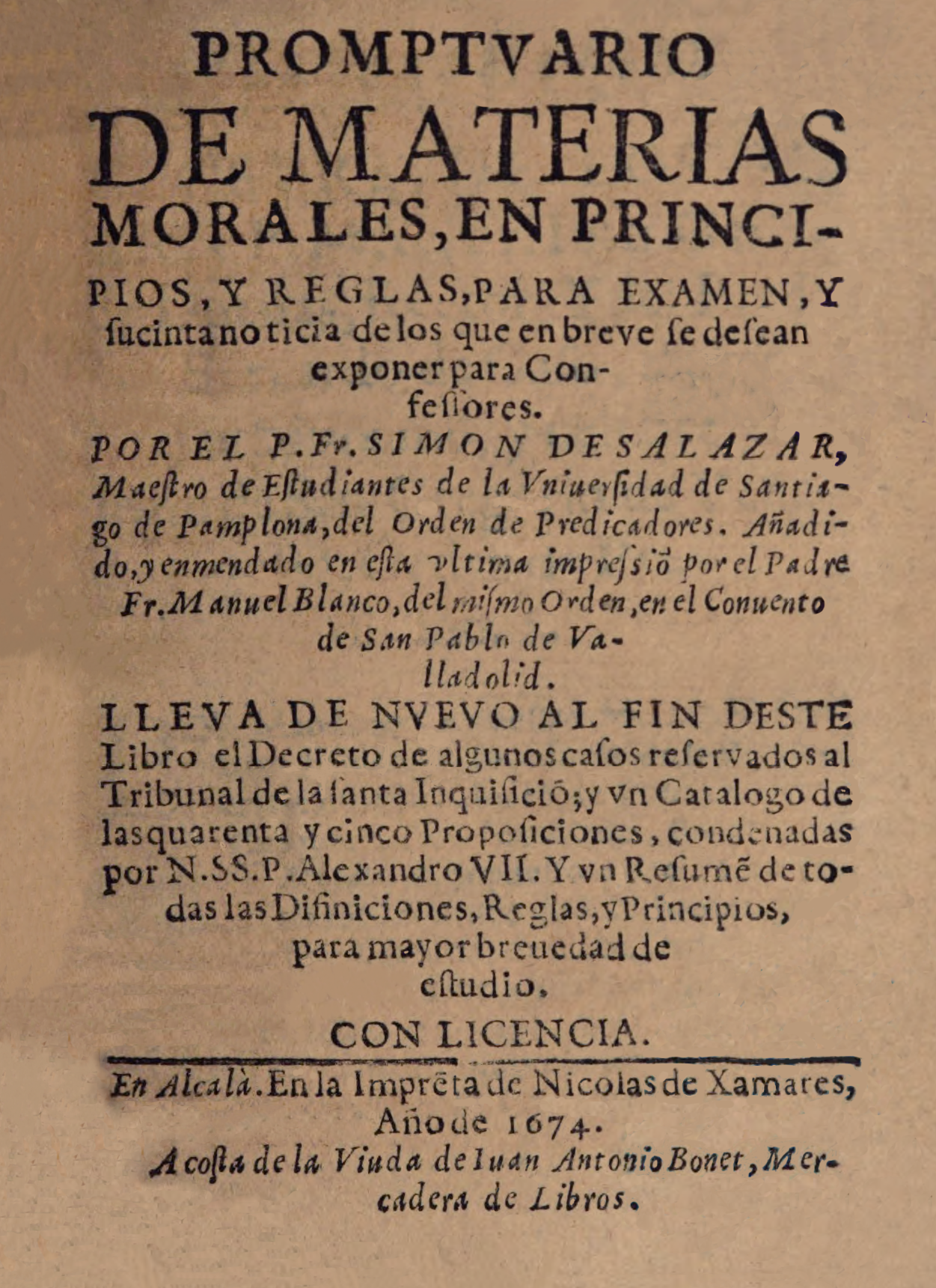
Prontuario sobre moral (Simón de Salazar, 1674).

Un prontuario es una anotación personal o una publicación donde se recogen brevemente los aspectos esenciales de algún asunto para su fácil consulta y recuerdo. Numerosos folletos o libros breves llevan por título Prontuario.